# 海岸通 (神戸市中央区)

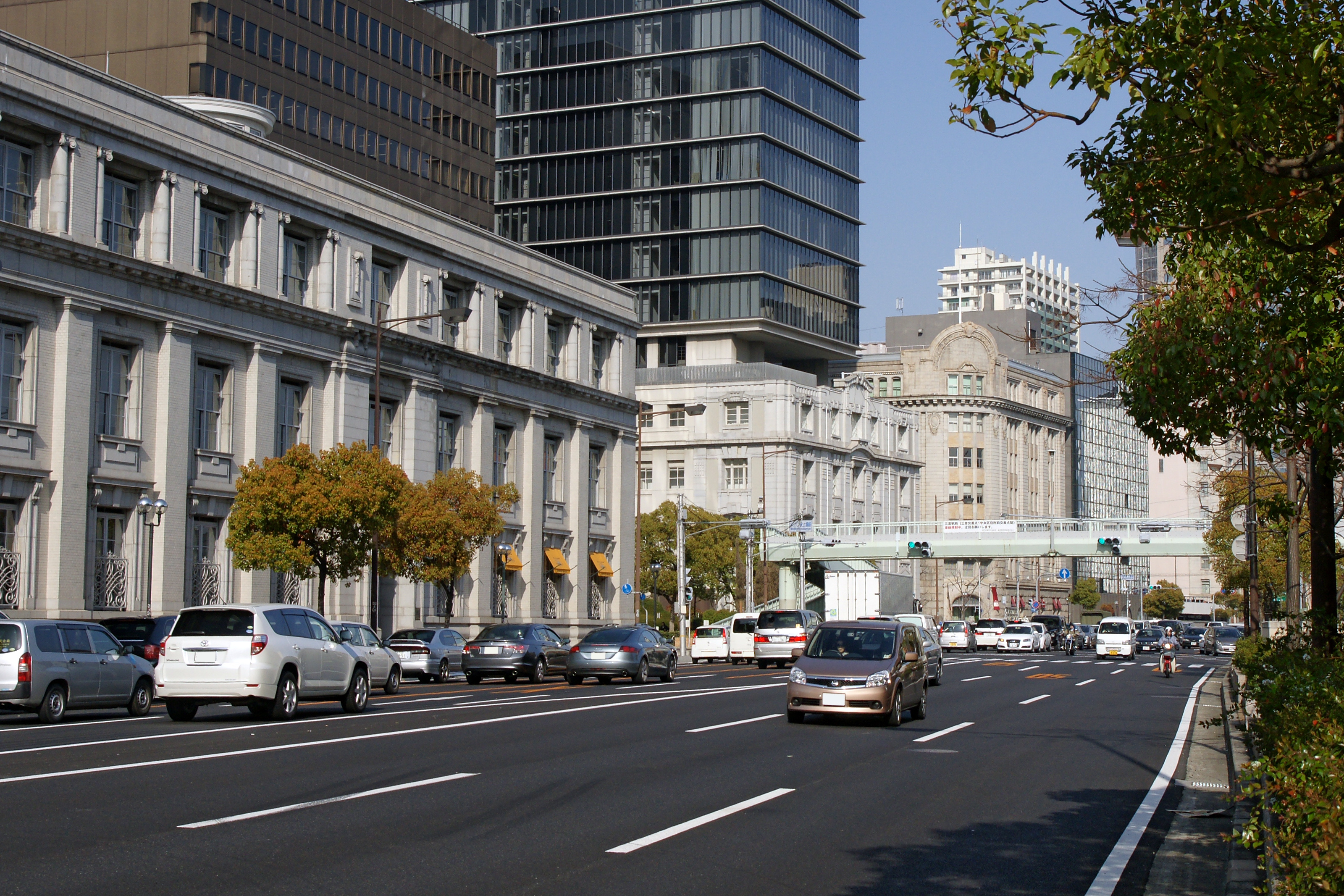
メリケン波止場前歩道橋から奥が旧居留地

海岸通（かいがんどおり）は兵庫県神戸市中央区にある2つの町名で、両者は地理的には連続している。現行行政地名は海岸通及び海岸通一丁目から六丁目。郵便番号は650-0024（共通）。

## 地理
旧居留地の南端にある住居表示未実施の（旧居留地の他の町々と地番を共有する）海岸通と、その西隣に位置する海岸通一丁目～六丁目とが存在する。旧居留地の西端でもある鯉川筋（メリケンロード）が両者の境界となる。共通して南側に国道2号（海岸通、浜手幹線）が東西に通り、海岸通三丁目あたりから西側には頭上に阪神高速3号神戸線の高架が覆い被さる。旧居留地の海岸通の北側に前町通、海岸通一丁目～六丁目の北側に乙仲通がそれぞれ東西に通る。
旧居留地の海岸通は、東は加納町六丁目、南は新港町・波止場町、西は海岸通一丁目、北は前町・明石町・播磨町・浪花町・京町・江戸町・伊藤町・東町に接する。海岸通一丁目～六丁目は、東は旧居留地の海岸通、南は波止場町、西は弁天町、北は栄町通一丁目～六丁目に接する。
旧居留地の海岸通は居留地返還の1899年に起立した町名。海岸通一丁目～六丁目は元町通一丁目～六丁目・栄町通一丁目～六丁目とともに、鯉川～宇治川間に1874年に起立した町名だが、当時の宇治川河口左岸（東岸）に弁天浜入江があったため、海岸通六丁目のみ西端が宇治川に達していない。弁天浜入江は1872年に一部は埋め立てられたが、全部の埋立が完了したのは1879年で、埋立箇所に弁天町の町名が同年に起立した。
共に商業地域で前者は事務所ビルが建ち並び、後者は事務所ビル・倉庫が建ち並ぶ。神戸で文脈なく「海岸通」と言った場合には後者（あるいは両者の南側を走る国道2号の通称「海岸通り」）を指し、前者は、まず旧居留地として見られその中の海岸通として見られる向きがある。
旧居留地の海岸通には、居留地時代は外国商館が建ち並んでいたが居留地返還後は海運会社・商社などが進出した。東端の街区には1927年に移転するまで神戸税関が所在していた。現在は神戸地方合同庁舎（近畿管区行政評価局兵庫行政評価事務所・大阪出入国在留管理局神戸支局・近畿財務局神戸財務事務所・近畿農政局兵庫県拠点・近畿経済産業局神戸通商事務所・近畿地方整備局港湾空港部など）が位置する。その他、NTTネットワークセンター・新明海ビル・県農業会館があり、三井商船ビル・神港ビル・チャータードビルなどの近代建築が残る。また、一丁目には元町変電所、二丁目に神戸海岸郵便局、三丁目には神戸中華総商会ビル（神戸華僑歴史博物館）がある。

## 歴史

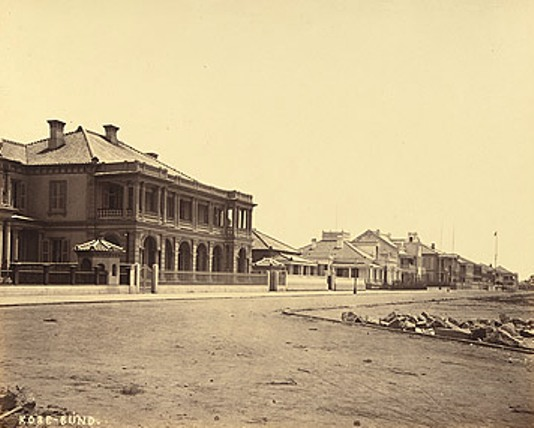
メリケン波止場前 1872年

明治4年（1871年）、鯉川～宇治川間に道路が完成し、海岸に面していた事から「海岸通り」と名づけられた。また、明治5年（1872年）、神戸外国人居留地内の東西5本南北8本の道路のうち、幅10m・長さ401.4mの最南端の東西通が「海岸通」と名づけられた。海岸通一丁目～六丁目は「海岸通り」に面していた神戸町のうち浜ノ町・札場町・松屋町・中ノ町・西ノ町・城下町・東本町・西本町の各一部から明治7年（1874年）に成立し、明治中期から区制施行までは「神戸」を冠して神戸海岸通と呼ばれていた。昭和初期の1930年代になると、海に面して神戸郵船ビル以東、香港上海銀行、海岸ビル、神戸商船三井ビル、オリエンタルホテル、神港ビル、チャータード銀行といった石造建築が連続する洗練された都市景観を形成していた。
- 明治3年（1870年） - 政府が居留外国人のために海岸遊園地を設置。同年の居留地地図に「プロムナード」と記され、植え込みがあった[1]。
- 明治7年（1874年） - 八部郡神戸町のうち浜ノ町・札場町・松屋町・中ノ町・西ノ町・城下町・東本町・西本町の「海岸通り」に面していた各一部が海岸通一丁目～六丁目となる。
- 明治12年（1879年）、海岸通一丁目～六丁目が神戸区（神戸市の前身）に所属。
- 明治14年（1881年）、水上臨検所（後の神戸水上警察署）設置。
- 明治22年（1889年）、海岸通一丁目～六丁目が神戸市に所属。
- 明治32年（1899年） - 居留地返還により神戸市に所属。居留地側に海岸通の町名ができる。

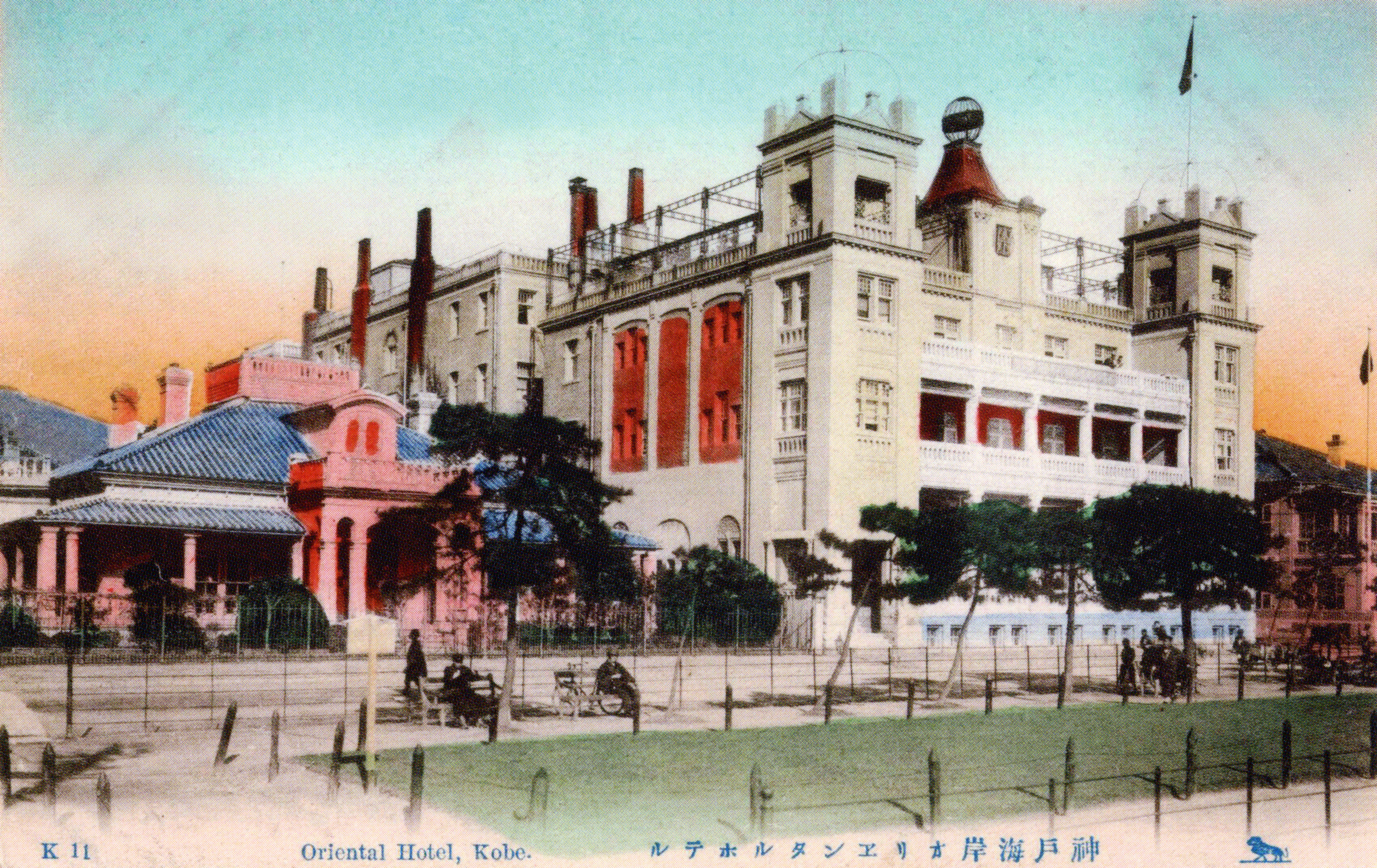
明治40年頃（大きなビルは3代目オリエンタルホテル建物）

- 大正の頃より海運会社・商社の進出が相次ぎ、一丁目～六丁目に日濠館・大阪商船三井船舶ビルなどの近代建築が建てられる[1]。
- 大正8年から計画された神戸港第2期修築工事に伴い地先が埋立てられ大正14年（1925年）一丁目～六丁目に編入。以後昭和41年（1966年）にかけて数回埋立地を編入[1]。
- 大正12年（1923年） - 一丁目に生糸検査所設置、後浜辺通八丁目に移転。
- 昭和4年（1929年） - 居留地側に臨港鉄道小野浜駅（神戸港駅）～湊川駅間が開通。一丁目に神戸商工会議所新築開所（昭和44年（1969年）浜辺通五丁目に移転）。
- 昭和6年（1931年） - 居留地側、海岸通一丁目～六丁目とも神戸市神戸区に所属。
- 昭和9年（1934年） - 居留地側、前町の一部を編入。
- 昭和12年（1937年） - 一丁目～六丁目の一部が波止場町となる。
- 昭和20年（1945年） - 居留地側、海岸通一丁目～六丁目とも神戸市生田区に転属。
- 昭和54年（1979年） - 神戸華僑歴史博物館開館。
- 昭和55年（1980年） - 居留地側、海岸通一丁目～六丁目とも神戸市中央区に転属。居留地側、一丁目～六丁目の一部を編入。一丁目～六丁目の一部は波止場町・新港町・栄町通一丁目～七丁目ともなった。

## 人口統計
- 平成17年国勢調査（2005年10月1日現在）での旧居留地側の世帯数23、人口23、うち男性18人、女性5人	。同じく一丁目～六丁目の世帯数540、人口715、うち男性323人、女性392人[2]
- 昭和63年（1988年）の旧居留地側の世帯数6・人口6、一丁目～六丁目の世帯数100・人口206[1]。
- 昭和35年（1960年）の旧居留地側の世帯数50・人口158、一丁目～六丁目の世帯数228・人口801[1]。
- 大正9年（1920年）の旧居留地側の世帯数15・人口145、一丁目～六丁目の世帯数231・人口1,553[1]。
- 明治34年（1901年）の旧居留地側の戸数18・人口68[1]。
- 明治20年（1887年）の一丁目～六丁目の戸数211・人口535[1]。

## その他
- 神戸市に本店を置く第二地方銀行のみなと銀行はインターネット専用支店の名称に海岸通支店と名付けているが、名前を借用しただけで海岸通にあるわけではない（届出上の所在地は西区）。